# Ley de política lingüística
La ley de política lingüística fue una ley publicada en el DOGC núm. 2553, de 9 de enero de 1998 (Ley 1/1998, de 7 de enero, de política lingüística), y en el BOE núm. 36, de 11 de febrero de 1998. Esta ley consiste en una reforma de la anterior Ley de normalización lingüística en Cataluña . Según otros autores se trata de una "sustitución" de la ley anterior. No fue objeto de ningún recurso de inconstitucionalidad. 
La Ley fue aprobada por el pleno del Parlamento de Cataluña, con 102 votos a favor (CiU, PSC, IC y parte del grupo mixto), 25 en contra (PP y ERC, aunque por razones opuestas) y una abstención (Grupo Mixto).  El pacto de fondo entre CiU y el PSC jugó un papel importante en la aprobación de la ley.
La ley se divide en distintos capítulos que se ocupan de los temas siguientes: el uso institucional de la lengua, la onomástica, la enseñanza, los medios de comunicación y las industrias culturales, la actividad socioeconómica y el impulso institucional. 
El marco jurídico actual de la lengua catalana viene determinado por la Constitución española de 1978 y por el Estatuto de autonomía de Cataluña de 2006, -sustancialmente modificado por el Tribunal Constitucional en 2010- que sustituyó el anterior Estatuto de autonomía de Cataluña de 1979 . Algunas fuentes afirman que desde la aprobación de esta norma la evolución de la comprensión de la lengua entre la población catalana adulta ha pasado del 53,1% en 1983 al 83,2% de 2012. Otros remarcan la importancia del debate que generó su aprobación y las de decisiones que se tomaron a continuación, que conllevaron la inmersión lingüística .